# بوي غبرت
بوي غبرت (بالألمانية: Boy Gobert)‏ (و. 1925 – 1986 م) هو ممثل مسرحي، وممثل أفلام، وممثل تلفزي من ألمانيا، والنمسا، ولد في هامبورغ، بدأ مشواره المهني سنة 1954، توفي في فيينا، عن عمر يناهز 61 عاماً، بسبب قصور القلب.

## وصلات خارجية
- بوي غبرت على موقع IMDb (الإنجليزية)
- بوي غبرت على موقع مونزينجر (الألمانية)
- بوي غبرت على موقع ألو سيني (الفرنسية)
- بوي غبرت على موقع أول موفي (الإنجليزية)
- بوي غبرت على موقع قاعدة بيانات الأفلام السويدية (السويدية)
- بوي غبرت على موقع ديسكوغز (الإنجليزية)
- بوي غبرت على موقع قاعدة بيانات الفيلم (الإنجليزية)
- بوي غبرت على موقع كينوبويسك (الروسية)